# Hans-Joachim Mewes
Hans-Joachim Mewes (* 1. September 1954 in Oschersleben) ist ein deutscher Politiker (Die Linke). Er war von 2006 bis 2016 Mitglied des Landtages Sachsen-Anhalt.

## Leben
Hans-Joachim Mewes schloss im Jahr 1971 die Polytechnische Oberschule in Ampfurth ab. Zwischen 1971 und 1975 besuchte er das Institut für Lehrerbildung in Magdeburg. Es folgte von 1984 bis 1985 ein Direktstudium an der Pädagogischen Hochschule „Clara Zetkin“ in Leipzig, das er im Jahr 1987 mit dem Diplom abschloss. 1989 begann Mewes ein postgraduales Studium an der Sektion Philosophie der Martin-Luther-Universität Halle-Wittenberg. Zwei Jahre später, 1991, wurde der Studiengang durch das Ministerium für Wissenschaft und Kultur Sachsen-Anhalt ausgesetzt.
Zwischen 1975 und 1988 war Mewes als Lehrer in der Abteilung für Volksbildung in Magdeburg-Nord beschäftigt. Von 1988 bis 1992 arbeitete er als Lehrer an der Betriebsberufsschule. Zwischen 1992 und 2006 war er Sachbearbeiter der Deutschen Bundespost im Bereich der Telekommunikation und dann bei der Deutschen Telekom.
Mewes ist ehrenamtlicher Richter. Er ist verheiratet und hat zwei Kinder.

## Politik
Hans-Joachim Mewes war von 1977 bis 1990 Mitglied der SED. Zwischen 1994 und 1999 war er sachkundiger Bürger in den Ausschüssen Bildung, Schule, Sport und Jugendhilfe in Magdeburg. Von 1999 und 2004 war er Stadtrat von Magdeburg. Seit 2004 ist Mewes sachkundiger Bürger im Ausschuss Bildung, Schule, Sport Magdeburg. Im Jahr 2005 trat Mewes der Partei Die Linke.PDS bei.
Im März 2006 wurde Mewes über den Wahlkreis 10 (Magdeburg I) in den Landtag von Sachsen-Anhalt gewählt. Dort war er Mitglied im Ausschuss für Bundes- und Europaangelegenheiten sowie Medien und im Petitionsausschuss. Bei der Landtagswahl im März 2011 gewann er das Direktmandat im Wahlkreis Magdeburg I. Im Parlament wurde er zum Vorsitzenden des Petitionsausschusses gewählt. 2016 schied er aus dem Landtag aus.